# Emmanuelle Seignerová
Emmanuelle Seignerová, nepřechýleně Emmanuelle Seigner (* 22. června 1966 Paříž) je francouzská herečka, zpěvačka a bývalá modelka, která na filmovém plátně debutovala v roce 1984 snímkem L'Année des méduses. 
Objevila se také ve filmech 48 hodin v Paříži (1988), Devátá brána (1999) a Skafandr a motýl (2007). Za herecké výkony ve filmech Place Vendôme – Svět diamantů (1998) a Edith Piaf (2007) byla nominována na Césara pro nejlepší herečku ve vedlejší roli.
Od roku 1989 je manželkou francouzsko-polského režiséra Romana Polanského, v jehož několika snímcích si zahrála.

## Osobní život a kariéra
Narodila se roku 1966 ve francouzské metropoli Paříži do rodiny fotografa a novinářky. Jejím dědem byl francouzský herec a šéf Comédie-Française Louis Seigner (1903–1991). Sestrou je herečka Mathilde Seignerová. Navštěvovala katolicky orientovanou školu. S modelingem začala ve čtrnácti letech a postupně se stala profesionální modelkou.
Za polského filmového režiséra Romana Polanského se provdala 30. srpna 1989. Z manželství vzešly dvě děti, dcera Morgane a syn Elvis. Pod režijním vedením manžela si zahrála v kriminálním dramatu 48 hodin v Paříži (1988), kde se objevila po boku Harrisona Forda, jako vyzývavá tanečnice vedle Hugha Granta v erotickém dramatu Hořký měsíc (1992) a v neonoirovém thrilleru Devátá brána (1999) se představila spolu s Johnnym Deppem.
V roce 2010 pracovala na projektu Jerzyho Skolimowského nazvaném Essential Killing, který obdržel Zvláštní cenu poroty na Benátském filmovém festivalu.
Hlavní postavu ztvárnila ve videoklipu „Hands Around My Throat“ kapely Death in Vegas. V roce 2006 se stala zpěvačkou rockové hudební formace Ultra Orange, která se následně přejmenovala na Ultra Orange & Emmanuelle.

## Herecká filmografie
- L'Année des méduses (1984)

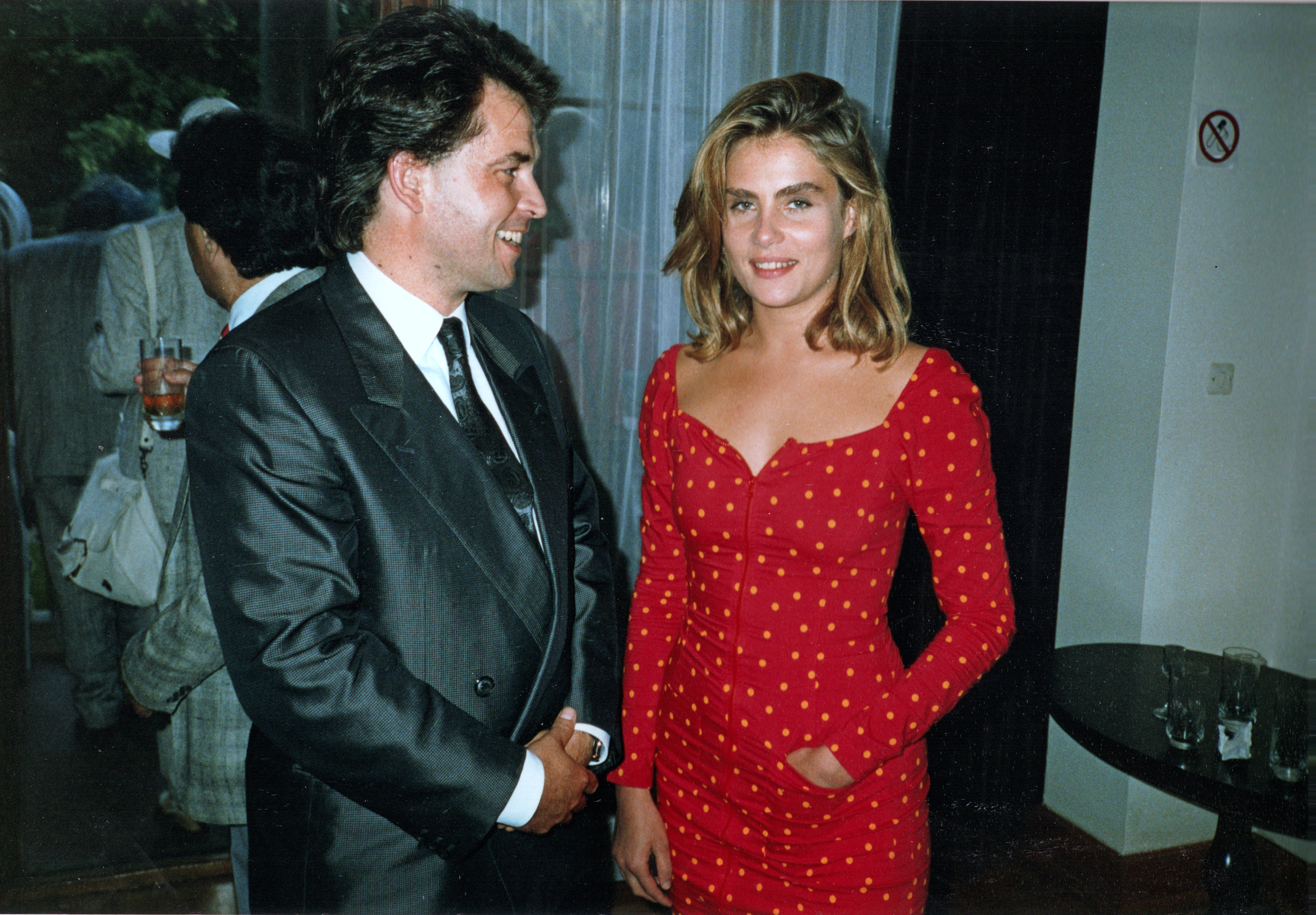
22letá E. Seignerová po stockholmské premiéře filmu 48 hodin v Paříži, 1988

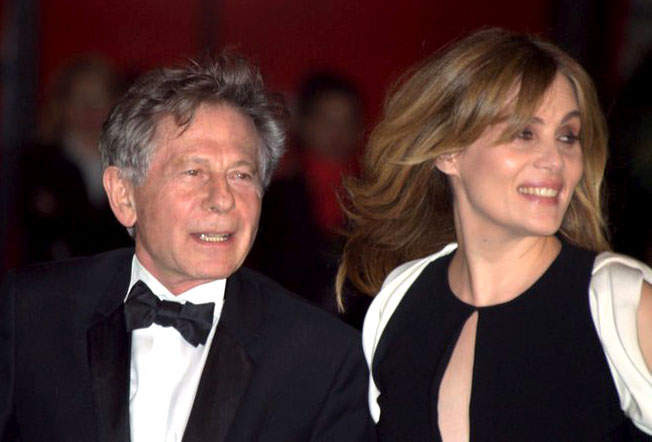
E. Seignerová s manželem Romanem Polanskim na udílení Césarů 2011.

- Detektiv (1985) – role: bahamská princezna
- Cours privé (1986) – role: Zanon
- 48 hodin v Paříži (1988) – role: Michelle
- Dark Illness (1990) – role: manželka Giuseppeho
- Hořký měsíc (1992) – role: Mimi
- Le Sourire (1994) – role: Odile
- Pourvu que ça dure (1996) – role: Julie Neyrac
- Nirvana (1997) – role: Lisa
- La Divine poursuite (1997) – role: Bobbi
- Na plný plyn (1997) – role: Michelle Claire
- Place Vendôme – Svět diamantů (1998) – role: Nathalie
- Devátá brána (1999) – role: dívka
- Buddy Boy (1999) – role: Gloria
- Laguna (2001) – role: Thelma Pianonová
- Streghe verso nord (2001) – role: Lucilla
- V zajetí těla (2003) – role: Laura Bartelli
- Os Imortais (2003) – role: Madeleine Durand
- A žili spolu šťastně až na věky (2004) – role: Nathalie
- Backstage (2005) – role: Lauren Waks
- Poslední píseň (2007) – role: Helena
- Edith Piaf (2007) – role: Titine
- Skafandr a motýl (2007) – role: Céline
- Berlin: Live at St. Ann's Warehouse (2008) – role: Caroline
- Bestie musí zemřít (2009) – role: Linda
- Essential Killing (2010) – role: Margaret
- U nich doma (2012) – role: Esther Artole
- Quelques heures de printemps (2012) – role:  Clémence
- La Vénus à la fourrure (2013) – role: Vanda Jourdain
- Heal the Living  (2016) – role: Marianne
- Le divan de Staline (2016) – role: Lidia
- The Siege of Jadotville (2016) – role: Madame LaFontagne
- Based on a True Story (2017) – role: Delphine Dayrieux
- At Eternity's Gate (2018) – role: žena z Arles / Madame Ginoux
- J'accuse (2019) – role: Pauline Monnier
- Pet Shop Days (2023) – role: Diana